# Ixchela simoni
Espèce
Synonymes
- Coryssocnemis simoni O. Pickard-Cambridge, 1898

Ixchela huberi est une espèce d'araignées aranéomorphes de la famille des Pholcidae.

## Distribution
Cette espèce est endémique du Guerrero au Mexique,.

## Description
Le mâle étudié par Valdez-Mondragón en 2013 mesure 7,40 mm et la femelle 7,70 mm.

## Étymologie
Cette espèce est nommée en l'honneur d'Eugène Simon.

## Publication originale
- O. Pickard-Cambridge, 1898 : Arachnida. Araneida. Biologia Centrali-Americana, Zoology. London, vol. 1, p. 233-288 (texte intégral).